# 田中千鳥

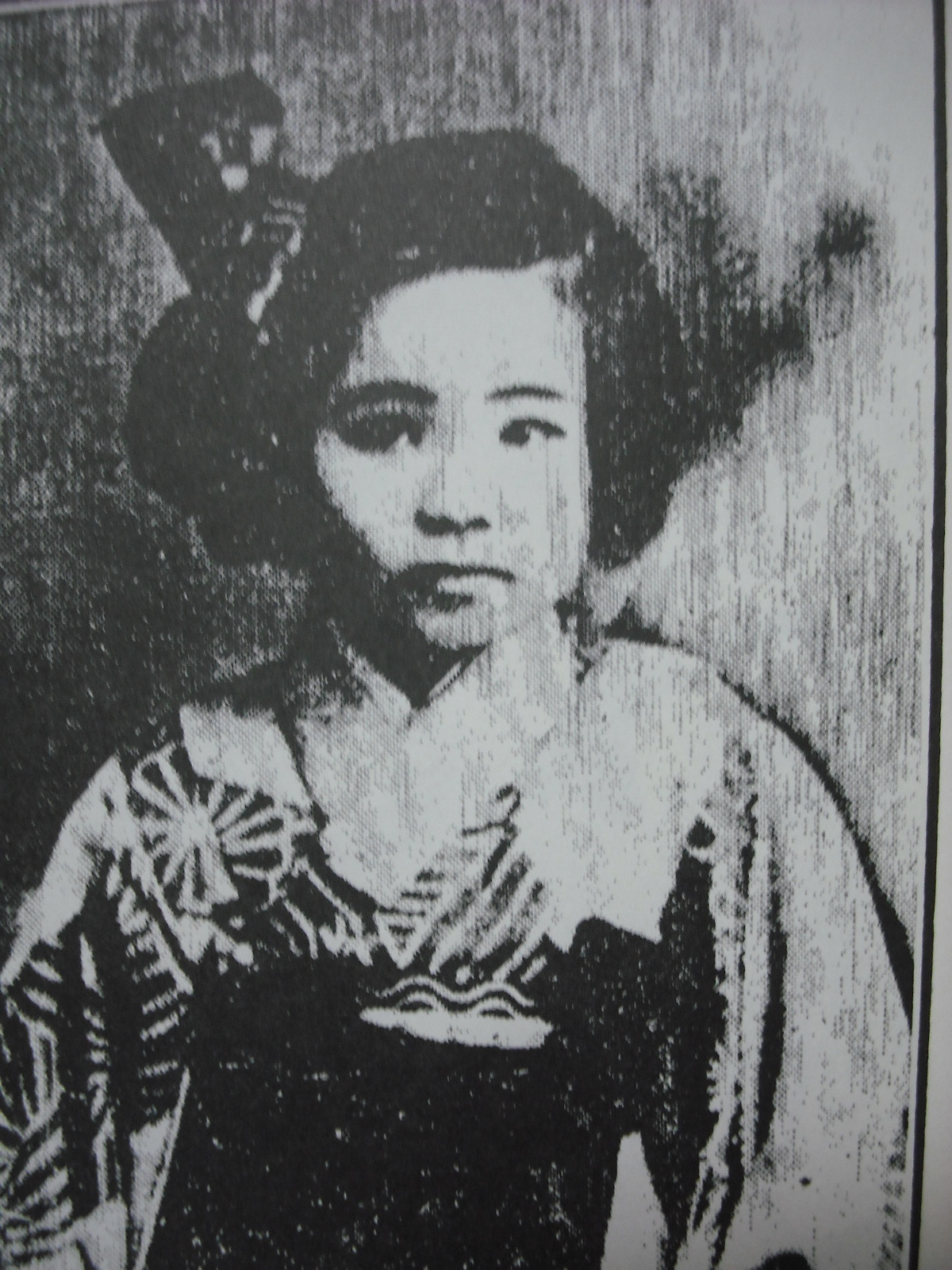
晴れ着姿の田中千鳥 『千鳥遺稿』より

田中 千鳥（たなか ちどり、1917年 <大正6年> 3月 - 1924年 <大正13年> 8月18日）は、日本の詩人。母親は大正時代、鳥取県下初の女性新聞記者となり女流作家としても活動した田中古代子。「大正時代の新しい女性」のひとり古代子の長女として生まれた千鳥だが、生来病弱で、わずか7歳半でこの世を去る。長女の死を悲しんだ母・古代子は、没後すぐに千鳥が書いた八十あまりの詩文を『千鳥遺稿』に編み残した。以来、千鳥の詩文は世紀を超えて読み継がれ、今に至る。

## 生涯
1917年（大正6年）、鳥取県気高郡正条村浜村に父・安治博道（あじ ひろみち）と母・田中古代子（たなか こよこ）の長女として生まれる。両親の不仲から、生後間もなく母に連れられて郡家の実家に戻る。
1922年11月 、詩作（自由詩）を始める。
1923年4月、正条尋常高等小学校（現・鳥取市立浜村小学校）に入学。病弱で、夏休み明けから60日余り肺炎を病む。そのため、2学期中は登校できず、自宅で療育生活を送る。
1924年8月18日、他界。死因は定かではないが、肺炎であったと思われる。死を悼んで古代子は『千鳥遺稿』を作る。死の直前まで綴り続けた自由詩40篇をはじめ、作文7編、なつやすみ日記大正十二年14編・大正十三年5編、小雀日記6編、手紙5編、お話2編などが残された。

## 出版物
- 編集・出版『千鳥遺稿』（1924年 田中古代子）のち 1998年（平成10年）気高町（現在は鳥取市）教育委員会と気高町文化協会が復刻、さらに再版を経て、2018年（平成30年）アートスペースことるり舎が再々復刻版を出版。
- 映画『千鳥百年』(2017年（平成29年）企画：山田哲夫　監督：田中幸夫）生誕百年を記念した短編文化映画。
- 絵本『千鳥のうた』（2018年（平成30年）9月　イラスト：アジコ　発行：千鳥百年プロジェクト）

## ゆかり
- 鳥取市の玄忠寺に母 田中古代子文学記念碑が建立される。田中家の墓石も玄忠寺にある。
- 2001年、生誕の地である鳥取市気高町「文芸の小径」に詩文の石碑と母娘の年譜碑が建立される。

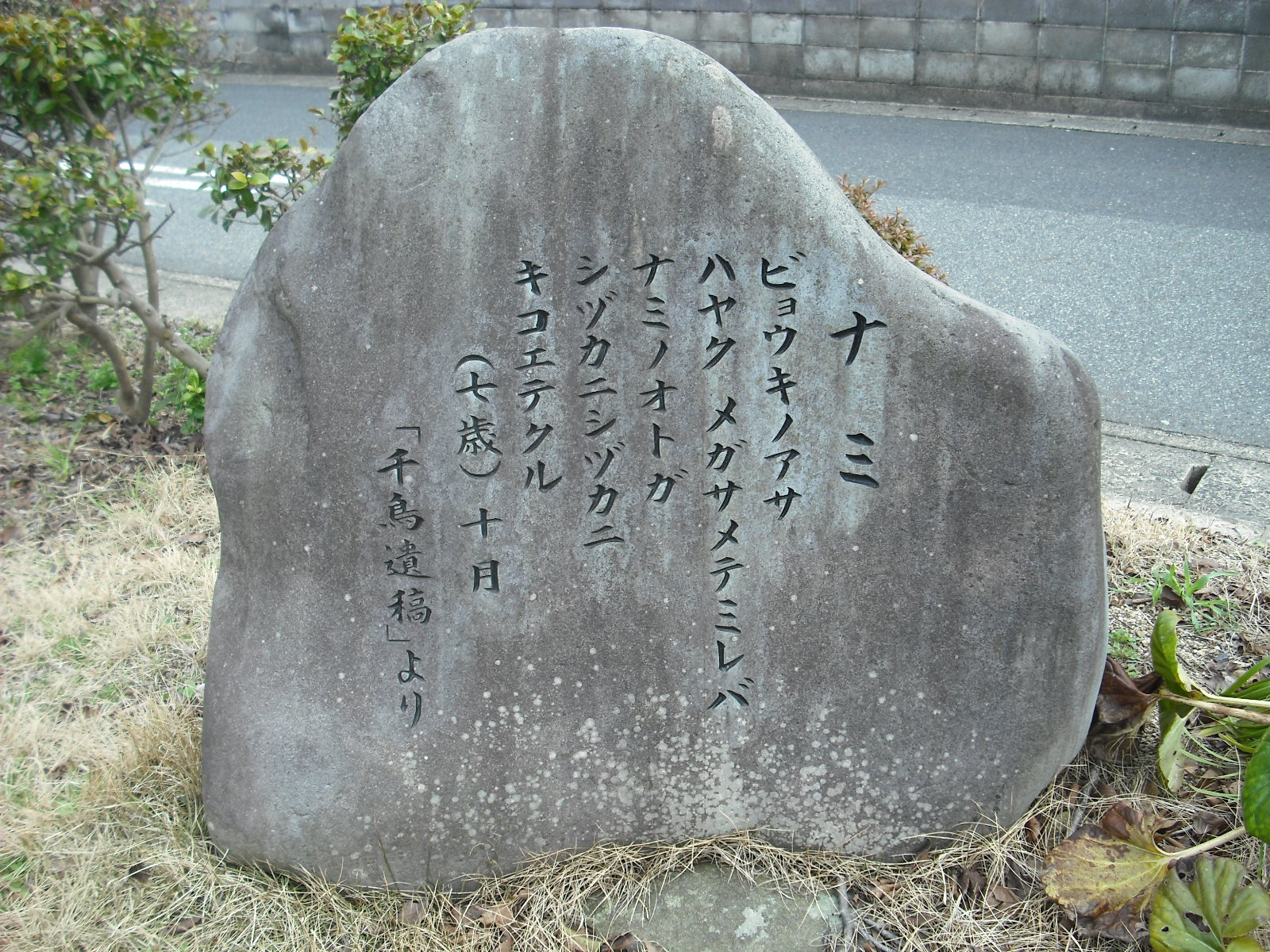
文芸の小径の碑「ナミ」

### 注釈

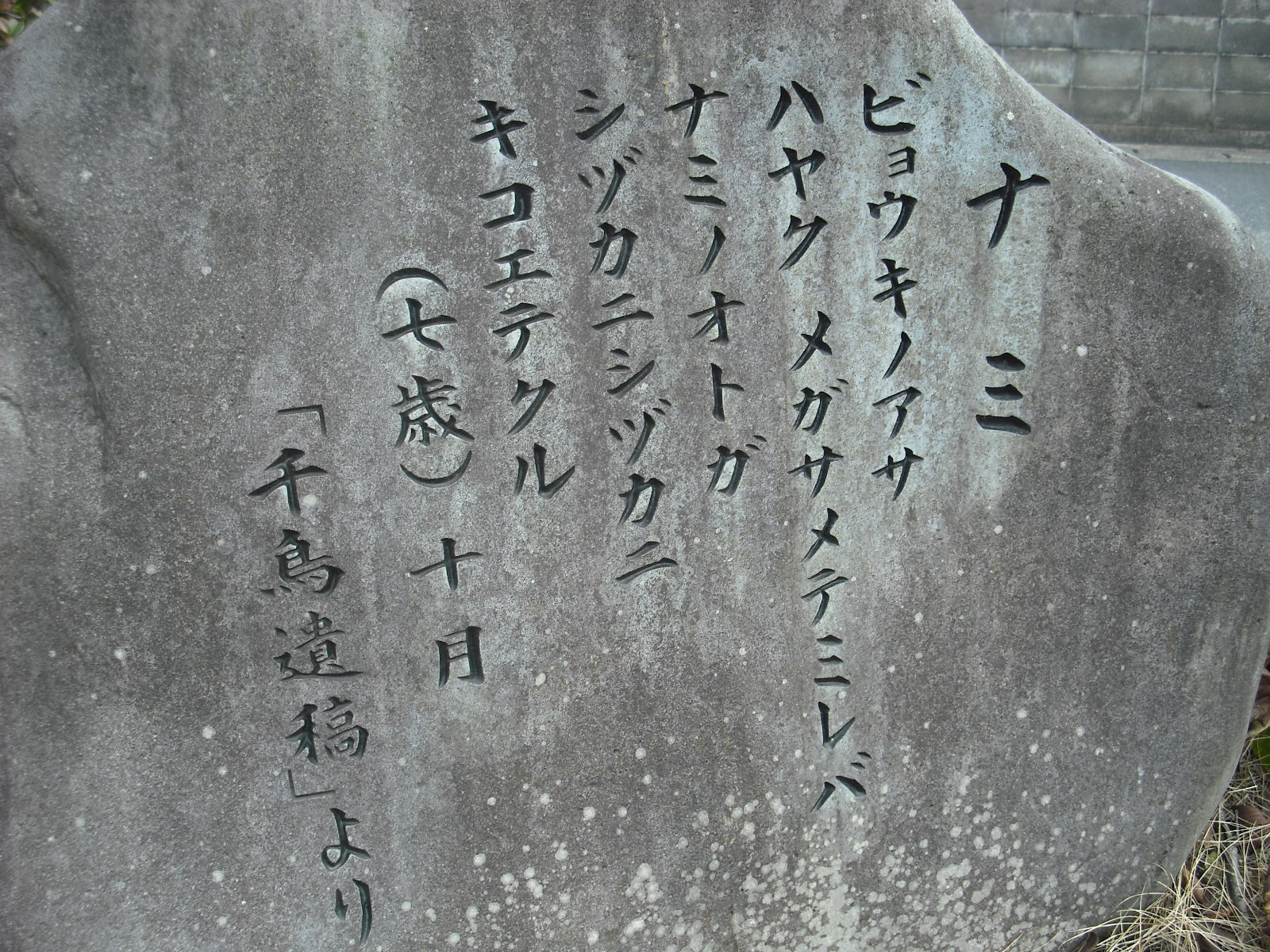
碑「ナミ」寄り画像